# 마가린

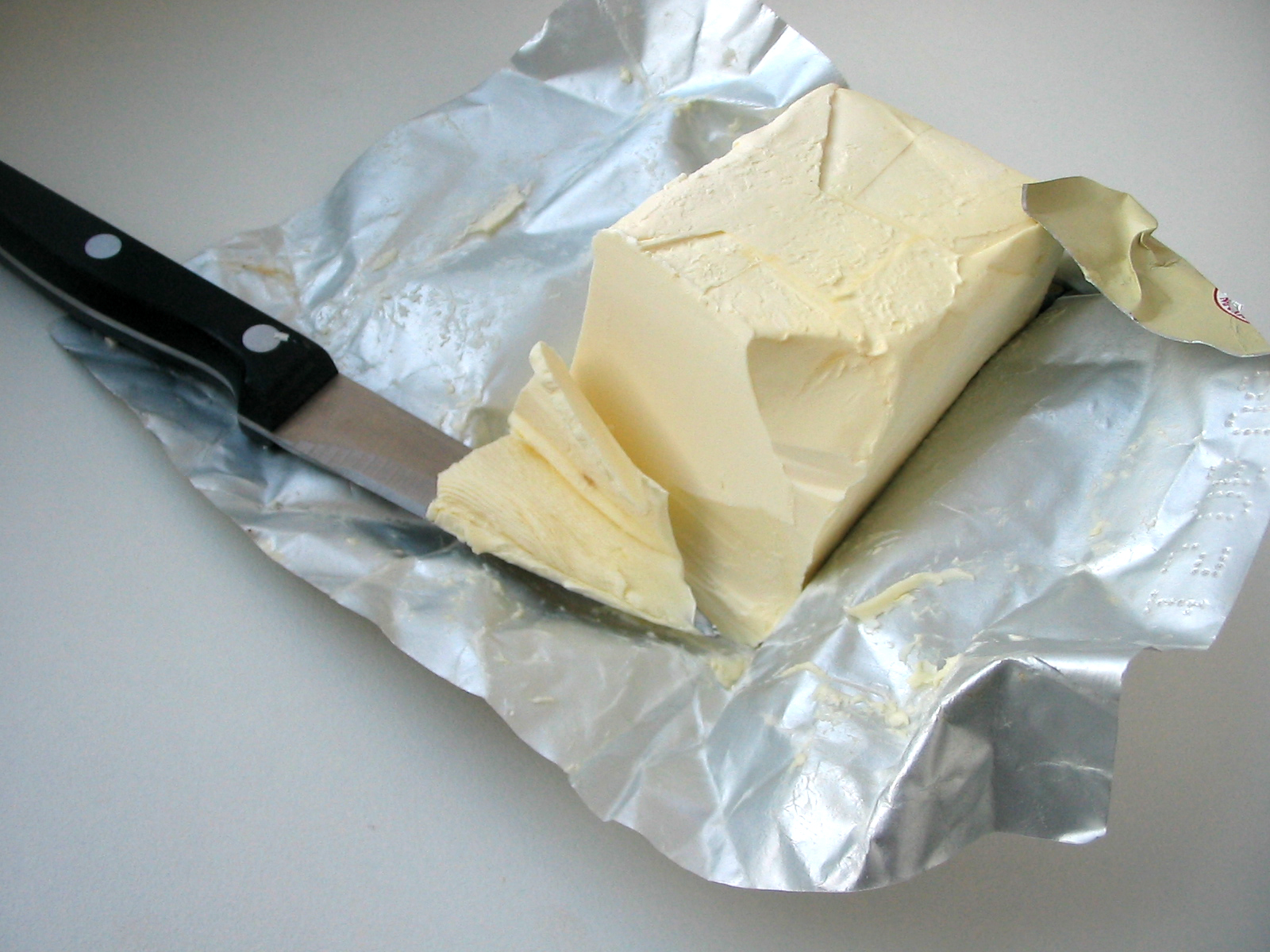

마가린(프랑스어: margarine)은 동식물성 기름을 원료로 하여 버터와 유사하게 만든 식품이다. 보통 식물성 기름을 수소화시켜 만든다. 버터보다 값이 싸지만 맛이 유사하고 영양가가 거의 같아 버터 대신 즐겨 이용된다.  트랜스지방이 많은 것이 단점이었으나, 일본 등 구미 선진국의 경우, 합성 항산화제를 비롯한, 수소화 지방, 산화 방지제가 발암 위험성 등 유해성 시비 문제로, 천연 토코페롤을 사용한 무(無) 트랜스 지방 제품을 출시하였다.
유럽에 본격적으로 산업화가 된 시기 공장 근로자, 군인에게 공급할 버터가 부족해지면서 프랑스의 나폴레옹 3세가 군대 보급용과 가난한 사람들을 위해 버터의 대용품을 공모하였는데 1869년 화학자 이폴리트 메주 무리에(Hippolyte Mège-Mouriès)가 '올레오(oleo)'라 불리는 상품을 만들어 이를 내놓았다.
초기에는 생선기름과 고래기름의 경화유를 사용하였으며 탈취 공정이 제대로 되지 않아 악취와 함께 맛도 없었고 회색에 가까운 형태였다. 이후 천연 토코페롤이 함유된 식물성 기름으로 대체하고 탈취 공정이 제대로 되면서 색깔도 현재의 노란색에 가까운 색으로 바뀌었다. 그리고 발효유를 더해 풍미를 조절하거나 비타민 강화 등 영양학적인 강화도 이어지면서 수요가 늘어나게 되었다.

## 성분
한국산업규격에 의한 마가린의 품질 기준은 백색 또는 담황색으로 향기, 맛의 조직감이 양호하며 수분 17.0% 이하, 지방 80.0% 이상, 산가 1.0 mg KOH/g 이하이며 식염, 우유 및 유제품, 착색료, 향료, 유화제, 보존료, 산화방지제, 비타민류, 토코페롤 이외의 것을 함유하지 않은 제품이어야 한다.

## 제조 공정

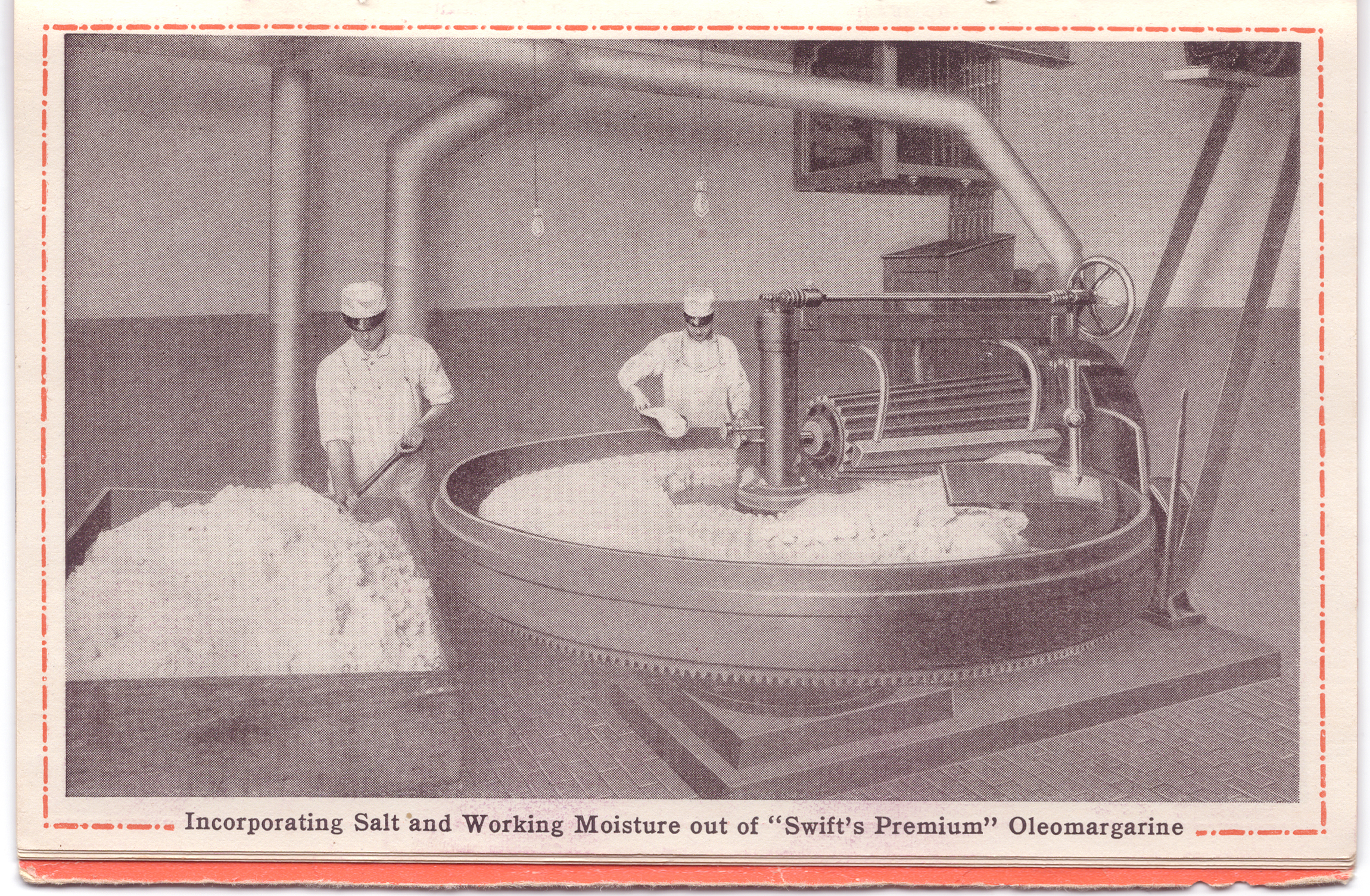
스위프트 프리미엄" 올레오마가린에서 염분과 작업 수분을 통합하는 모습의 엽서(연도 미상)

오늘날 마가린을 만드는 기본적인 방법은 식물성 및 동물성 원료에서 얻은 기름과 지방의 혼합물을 분획화, 에스테르화 반응, 수소화를 사용하여 변형하고, 발효 또는 산 처리된 탈지유, 소금, 구연산 또는 젖산과 함께 유화시키고, 혼합물을 냉각하여 응고시키고, 가공하여 질감을 개선하는 것이다. 시중에서 판매하는 마가린과 식물성 지방 스프레드는 식이 마케팅과 용도(스프레딩, 조리 또는 베이킹)에 따라 지방 함량이 10%에서 90%까지 다양하다. 부드러운통 마가린(softer tub margarines)은 블록 마가린보다 수소화 기름이 적고 액상 기름이 더 많다.
세 가지 유형의 마가린이 일반적이다.
- 조리나 요리 위에 얹는 병입 액상 마가린.
- 단일 또는 다중 불포화 지방이 높은 부드러운 식물성 지방 스프레드로, 홍화, 해바라기, 대두, 면실, 유채, 올리브유로 제조.
- 요리나 베이킹을 위한 단단한 마가린(때로는 무색).

마가린을 생산하려면 먼저 기름과 지방을 추출한다(예: 씨앗에서 압착). 그런 다음 정제한다. 기름은 완전 또는 부분 수소화 과정을 거쳐 응고될 수 있다. 우유/물 혼합물은 유화 단계까지 기름 혼합물과 분리되어 있다. 지방은 혼합 과정에서 액체가 되도록 데워진다. 수용성 첨가제는 물 또는 우유 혼합물에 첨가되고, 레시틴과 같은 유화제는 기름 전체에 물의 상을 고르게 분산시키는 데 도움이 된다. 다른 수용성 첨가제에는 탈지분유, 소금, 구연산, 젖산, 소르빈산칼륨과 같은 방부제가 포함된다. 지용성 첨가제를 기름에 섞는다. 여기에는 착색용 카로티노이드와 항산화제가 포함된다. 그런 다음 두 혼합물을 끊임없이 저어주면서 기름을 우유/물 혼합물에 천천히 넣어 유화시킨다. 그런 다음 혼합물을 냉각한다. 급속 냉각은 큰 결정이 생성되는 것을 방지하고 매끄러운 질감을 제공한다. 그런 다음 제품을 압연하거나 반죽한다. 마지막으로 제품을 질소로 통기시켜 퍼뜨리는 것을 용이하게 할 수 있다.

### 수소화

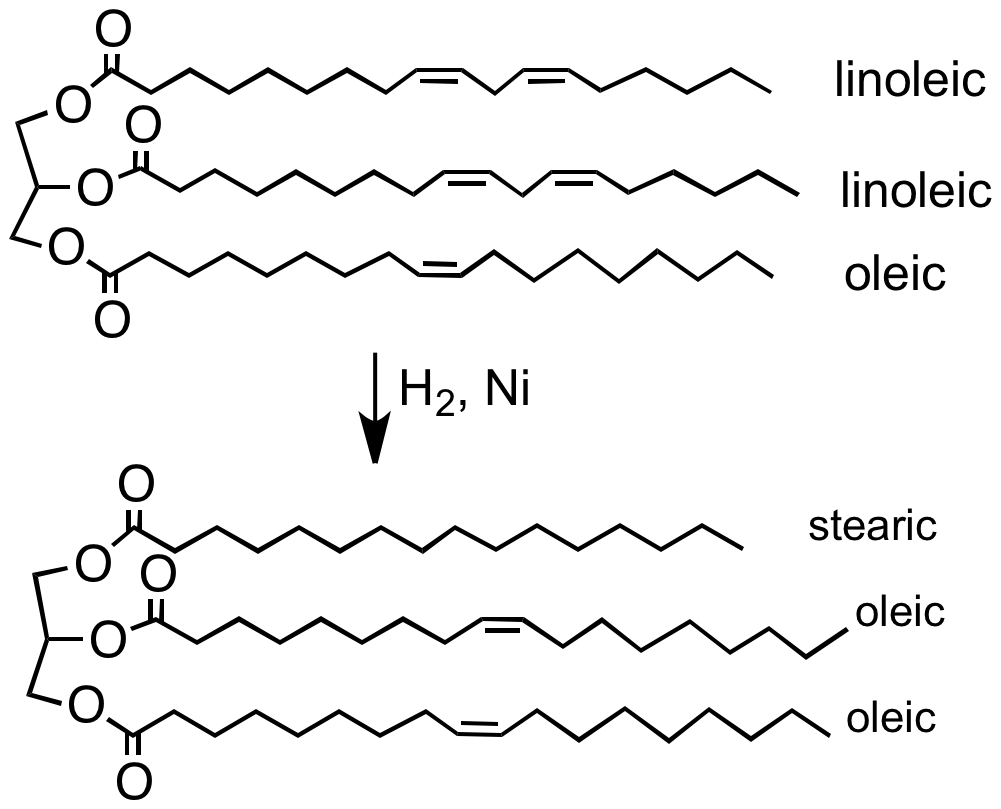
전형적인 식물성 기름을 마가린의 전형적인 성분으로 부분 수소화하는 과정. 이 과정에서 대부분의 C=C 이중 결합이 제거되어 제품의 녹는점이 높아진다.

식물성 지방과 동물성 지방은 녹는점이 다른 유사한 화합물이다. 실온에서 액체인 지방은 일반적으로 기름이라고 한다. 녹는점은 지방산 구성 요소에 탄소-탄소 이중 결합이 존재하는 것과 관련이 있습니다. 이중 결합이 많을수록 녹는점이 낮아진다. 기름은 수소화를 통해 실온에서 고체 물질로 전환될 수 있다.
일반적으로 천연 기름은 니켈 촉매의 존재 하에 수소 가스를 기름에 통과시켜 수소화된다. 불포화 결합(알켄 이중 C=C 결합)에 수소를 첨가하면 포화된 C–C 결합이 생겨서 오일의 녹는점이 효과적으로 증가하여 "경화"됩니다. 이는 불포화 분자에 비해 포화 분자 사이의 반데르발스 힘이 증가하기 때문이다. 그러나 인간의 식단에서 포화지방의 양을 제한하면 건강상 이점이 있을 수 있으므로, 필요한 질감을 내기 위해 충분한 양의 결합만 수소화되도록 공정을 제어한다. 이런 방식으로 만든 마가린에는 수소화 지방이 함유되어 있다고 한다. 이 방법은 오늘날 일부 마가린에서 사용되고 있지만, 이 공정은 더 발전되었고 때로는 팔라듐 등 다른 금속 촉매를 사용하기도 한다. 수소화가 불완전한 경우(부분 경화), 수소화 공정에 사용되는 비교적 높은 온도는 탄소-탄소 이중 결합 중 일부를 "트랜스" 형태로 바꾸는 경향이 있다. 이러한 특정 결합이 공정 중에 수소화되지 않으면 최종 마가린에 트랜스지방 분자로 남아 있게 되며 이를 섭취하면 심혈관 질환의 위험 요인이 되는 것으로 나타났다. 이런 이유로, 마가린 산업에서는 부분적으로 경화된 지방을 점점 덜 사용한다. 팜유와 코코넛유와 같은 일부 열대성 오일은 자연적으로 반고체이며 수소화가 필요하지 않다.

## 용도
마가린은 버터를 대체하는 용도로 많이 사용한다. 저가의 빵에서 버터를 대신 사용하기도 하며, 햄 등의 육류를 마가린과 함께 볶을 때 식용유와는 다른 풍미를 느낄 수 있다. 한국에서는 마가린과 밥을 섞어서 소금, 간장으로 간을 하여 비벼먹는 방법이 알려져 있는데 이것은 일본에서 버터와 밥을 비벼먹는 방법에서 파생된 것으로 보인다.
마가린은 다른 음식의 냄새와 향을 빨아들이기 때문에 보관시에는 밀폐 포장하는 것이 좋다. 시중에 판매되는 마가린은 보통 플라스틱 곽이나 코팅종이 한 겹만 포장되어 유통한다.

## 같이 보기
- 식용유
- 스프레드 (음식)
- 쇼트닝